# Carl Staaff

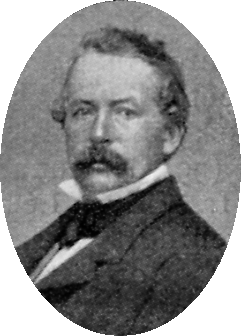
Carl Theodor Staaff

Carl Theodor Staaff, född 28 juni 1816 i Lillhärdals socken, Härjedalen, död 3 maj 1880 i Stockholm, var en svensk teckningslärare, tecknare, hovmålare och titulärprofessor.

## Biografi
Carl Staaff var son till prosten Per Staaff och Anna Johanna Vagelin och från 1856 gift med Emma Holm samt far till Erik Staaff. Han var sonsons sonson till Erik Staaff. Han visade tidigt anlag för teckning och sattes i lära hos en hantverksmålare i hemtrakten. Han fortsatte sina konststudier för Johan Gustaf Sandberg vid Konstakademien i Stockholm 1831 där han tilldelades den andra medaljen för sin målning Ferdinand Cortez efter att ha landstigit i Mexiko. Denna framgång till trots kom han att avbryta sina studier då några snabbt tillkomna målningar refuserades av Sveriges allmänna konstförening. Han lämnade Stockholm och vistades i föräldrahemmet på Rödön eller i Härnösand där han verkade som en talangfull och uppskattad porträttmålare. Han återvände till Stockholm 1841 och fick en viss framgång vid akademipristävlingarna med sina historiska tavlor som Abraham och Hagar från 1846, men hade inte riktigt den energin att utnyttja sin talang för att premiera sig för en utlandsresa. De mera energiska kamraterna begav sig till sydliga länder. Han målade ett och annat religiöst ämne som Kristus i örtagården 1851 och flera altartavlor samt små genrer i tidens smak som Rökande pojkar 1851, och från senare år Barn leka på en kyrkogård, Barn med en kälke och Fiske i månsken. Som en av de konstnärer som stannade kvar i Sverige blev han inte helt utan framgång eftersom han utsågs till agré 1848 och ledamot av Konstakademien 1856 och därefter titulärprofessor och hovmålare. Han var från 1845 teckningslärare vid Slöjdskolan och undervisade bland annat Georg Arsenius i målning. Han umgicks flitigt med den i konstnärskretsar väl förtrogne Karl XV och blev god vän med Oskar I som han porträtterade ett flertal gånger där det ståtliga ceremoniporträttet av Oskar I i Rikssalen på Drottningholm från 1865 räknas till ett av de bättre. Bland hans övriga porträtt märks de han målade av Karl XIV Johan, landshövding G. F. Asker, general K. F. Akrell, general J. A. Hazelius, Markus Larsson och Markus Larssons moder.  
Bland hans offentliga arbeten märks altartavlor till kyrkorna i Södertälje, Norra Vram, Östhammar och Skellefteå. På Stockholms slott utförde han ett flertal mindre renoverings- och inredningsdetaljer 1864–1871, på Ulriksdals slott målade han 1872 åtta dörrfält i Bouchers stil och i Järnkontorets stora sal utförde han 1875 plafondmålningar med en symbolisk fornnordisk hyllning till svenskt järn. Han var sysselsatt med dekorationsmålning i det Bolinderska huset när han avled och målningarna färdigställdes senare av Carl Larsson. Han utgav samlingen Taflor till Fänrik Ståls sägner 1862–1863 och illustrerade bland annat Onkel Adams Tännforsen 1848 samt de första rikssvenska bidraget till Runebergsillustrationerna. Hans konst består av porträtt, historiemålningar och genrebilder. Staaff är representerad vid Göteborgs museum, Göteborgs konstmuseum, Nationalmuseum, Gripsholms porträttsamling, Drottningholms slott, Riksdagshuset, Telegrafstyrelsen, Generalstaben, Uppsala universitet, Norrköpings konstmuseum och med porträtt i ett flertal Stockholmskyrkor. Han är begravd på Norra begravningsplatsen utanför Stockholm.

## Verk i urval

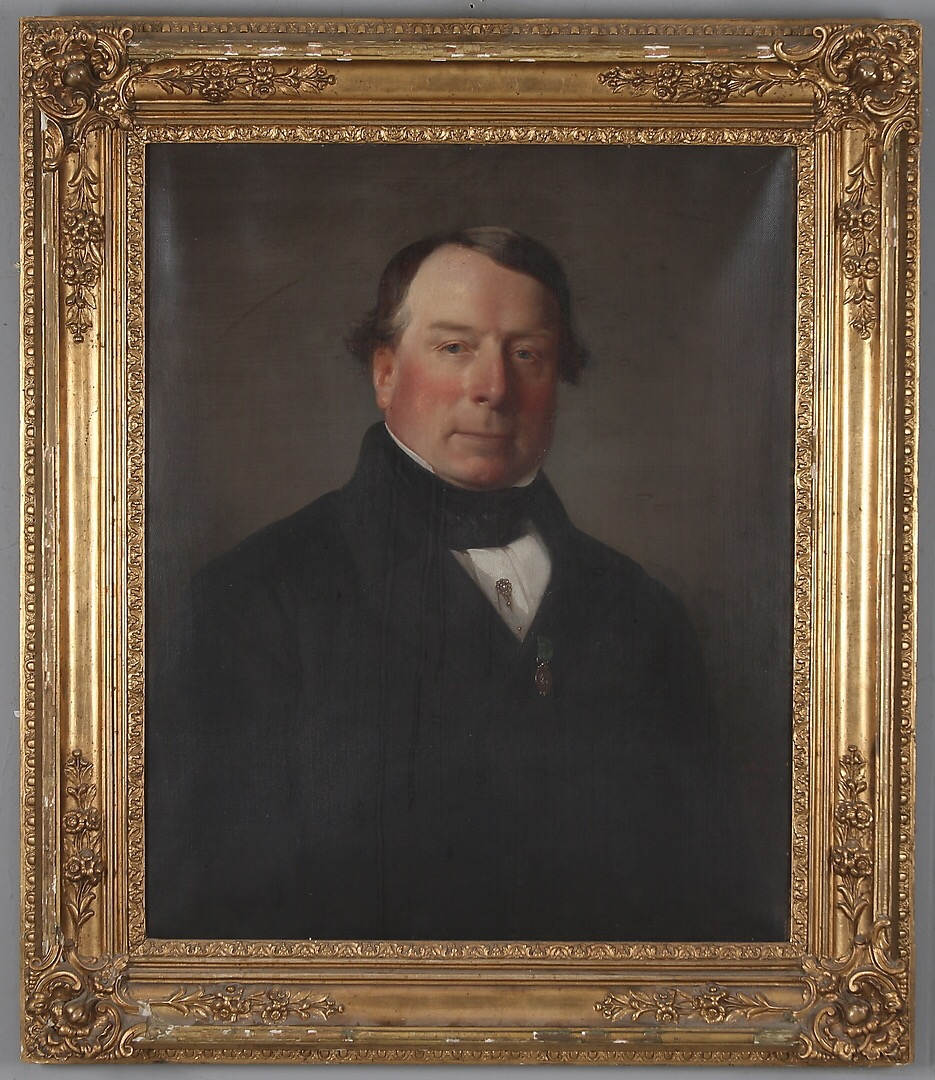
Handlanden Lars Johan Warodell avporträtterad 1857.

## Illustrerade bokverk
- Mellin, Gustaf Henrik (1848). Swenska resandes äfwentyr i fremmande länder / [med lithografier af C. Staaff]. Stockholm: Brudin. Libris 664783
- Mellin, Gustaf Henrik (1849). Berättelser om och af swenska resande i fremmande länder : andra årgången / med lithografier af T. Staaff. Stockholm: Brudin. Libris 1440027
- Staaff, Carl Theodor (1884). Taflor till Fänrik Ståls sägner. Stockholm: Eklund. Libris 17105414. https://runeberg.org/scttaflor/
- Wetterbergh, Carl Anton (1848). Tännforsen : en jemtlands-historia / med fyra lithografier tecknade af C.T. Staaff. Stockholm: Rylander. Libris 2521951